# Turistická značená trasa 6941
 Turistická značená trasa 6941 je 2 km dlouhá přeshraniční žlutě značená trasa Klubu českých turistů v okresech Česká Lípa a Zhořelec spojující ves Valy s turistickými trasami v německé části Lužických hor. Její převažující směr je západní a poté severoseverovýchodní. Česká část trasy se nachází na území Chráněné krajinné oblasti Lužické hory.

## Průběh trasy
Počátek trasy se nachází na česko-německé státní hranici na hraničním přechodu u západního okraje obce Hain. Trasa zde navazuje na rovněž žlutě značenou německou turistickou trasu z Oybinu a sestupuje západním směrem po asfaltové komunikaci na rozcestí se zeleně značenou trasou 3961 obsluhující západní svahy Hvozdu a dále do Valů. Zde mění směr na severoseverovýchodní a stoupá opět po zpevněné cestě roztroušenou vesnickou zástavbou na její okraj, kde se znovu kříží s trasou 3961, a dále pěšinou střídavě lesíky a loukami zpět ke státní hranici. Po jejím překročení pokračuje lesem německým územím na koncové rozcestí Sterndorf, odkud lze po několika turistických trasách pokračovat do německé části Lužických hor.

## Turistické zajímavosti na trase
- Naučná stezka Jánské kameny